# Luol Deng
Luol Ajou Deng (nascido em 16 de abril de 1985) é um jogador de basquete profissional. Nascido no atual Sudão do Sul, Deng fugiu do país com sua família quando criança, se estabelecendo no Reino Unido. Ele se tornou cidadão britânico em 2006 e jogou pela Seleção Britânica.
Depois de jogar basquete universitário no Duke Blue Devils, Deng foi selecionado pelo Chicago Bulls na primeira rodada do Draft da NBA de 2004 com a sétima escolha geral. Além dos Bulls, Deng jogou no Cleveland Cavaliers, Miami Heat, Los Angeles Lakers e Minnesota Timberwolves.

## Primeiros anos
Deng nasceu em Wau, Sudão (atualmente Sudão do Sul) e é membro do grupo étnico Dinka. Quando jovem, seu pai Aldo, membro do parlamento sudanês, mudou a família para o Egito para escapar da Segunda Guerra Civil Sudanesa. No Egito, eles conheceram o ex-jogador Manute Bol que ensinou o irmão mais velho de Deng, Ajou Deng, a jogar basquete e também serviu como mentor para o próprio Luol. Quando eles receberam asilo político, sua família emigrou para Brixton, sul de Londres.
Deng foi educado na St. Mary's RC High School, uma escola abrangente e voluntária do estado em Croydon, no sul de Londres. Ele desenvolveu um interesse no futebol, admirando Faustino Asprilla, do Newcastle United, mas também continuou jogando basquete e foi convidado a se juntar à equipe Sub-15 da Inglaterra. Durante esse período, ele começou sua carreira no Brixton Basketball Club. Ele representou Croydon nos Jogos da Juventude de Londres e foi incluído no Hall da Fama.
Aos 13 anos, ele jogou pela seleção da Inglaterra no Torneio Europeu de Qualificação Júnior e teve médias de 40 pontos e 14 rebotes. Ele foi nomeado o MVP do torneio. Em seguida, ele levou a Inglaterra às finais do Torneio Nacional Europeu Júnior, onde obteve uma média de 34 pontos e ganhou outro prêmio de MVP.
Aos 14 anos, Luol mudou-se para os Estados Unidos para jogar basquete na Academia Blair em Nova Jersey. Durante seu último ano, Deng foi considerado o segundo mais promissor no ensino médio nos Estados Unidos, atrás de LeBron James. Ele foi nomeado para Primeira-Equipe All-America pela Parade e USA Today, e foi selecionado para jogar no McDonald's High School All-America, mas não pôde jogar devido a uma lesão no pé.
Considerado um recruta de cinco estrelas pela Rivals.com, Deng foi listado como o melhor Ala e o 2° melhor jogador do país em 2003.

## Carreira na faculdade
Deng aceitou uma bolsa de estudos de Duke, onde jogou pelo time de basquete do técnico Mike Krzyzewski, Duke Blue Devils, na temporada de 2003-04.
Em sua única temporada em Duke, ele jogou em 37 jogos, sendo 32 como titular. Ele teve uma média de 15.1 pontos, 6.9 rebotes, 1.8 assistências, 1.3 roubos de bolas e 1.1 bloqueios. Ele foi apenas o 10º calouro da história da ACC a liderar todos os calouros em pontuação, rebotes e porcentagem de arremesso certo.

## Carreira profissional

### Chicago Bulls (2004–2014)

#### Temporada de 2004-05
Após um ano em Duke, Deng entrou no Draft de 2004. Ele foi escolhido em sétimo no geral pelo Phoenix Suns, mas foi imediatamente negociado com o Chicago Bulls em um acordo prévio.
Deng sofreu uma lesão no pulso e ficou fora dos últimos jogos da temporada, mas ainda assim foi selecionado para a Primeira-Equipe de Novatos. Ele ajudou os Bulls a voltar aos playoffs pela primeira vez em sete anos.
Em sua temporada de calouro, ele teve uma média de 11.7 pontos, 5.3 rebotes, 2.2 assistências, 0.8 roubos de bolas e 0.4 bloqueios.

#### Temporada de 2005-06
Em sua segunda temporada, ele apresentou fortes atuações ao longo de março e abril para ajudar o Bulls a conquistar sua segunda vaga seguida nos playoffs. Deng teve quatro duplos-duplos de 28 de fevereiro a 5 de março.
Em sua segunda temporada, ele teve uma média de 14.3 pontos, 6.6 rebotes, 1.9 assistências, 0.9 roubos de bolas e 0.6 bloqueios.
Nos playoffs, os Bulls perdeu para o Miami Heat na primeira rodada e Deng teve médias de dez pontos por jogo.

#### Temporada de 2006-07
Para a temporada de 2006-07, Deng foi o único jogador dos Bulls a ser titular em todos os 82 jogos da temporada regular. Em 27 de dezembro de 2006, Deng estava com a bola quando o jogador do Miami Heat, James Posey, o agarrou, causando preocupação de que Deng pudesse ter machucado novamente o pulso. Posey ganhou uma falta flagrante, foi expulso e suspenso por um jogo. Deng marcou 32 pontos contra os Cavaliers apenas três noites depois, resolvendo a preocupação de que o pulso tivesse machucado novamente.
Nessa temporada, ele teve uma média de 18.8 pontos, 7.1 rebotes, 2.5 assistências, 1.2 roubos de bolas e 0.6 bloqueios.
Deng ganhou três prêmios importantes de esportividade. Em 3 de maio de 2007, Deng ganhou o NBA Sportsmanship Award em uma votação pelos jogadores. O prêmio homenageia o jogador que melhor exemplifica o comportamento ético, o jogo limpo e a integridade na quadra. Para esse prêmio, a liga doou US $ 25.000 em seu nome à Pacific Garden Mission, a mais antiga missão de resgate em operação contínua no país. Deng também ganhou o Golden Icon Award de Melhor Modelo Esportivo. Ele também ganhou o Prêmio Humanitário do Ano da Agência dos Refugiados da ONU em 2008, como parte da campanha ninemillion.org do ACNUR para levar educação e esportes a milhões de crianças deslocadas.

#### Temporada de 2007-08
Perto do início da temporada, os Bulls começoram a negociar uma extensão no contrato de Deng. As negociações foram realizadas principalmente pelo presidente dos Bulls, Jerry Reinsdorf. A equipe ofereceu a Deng uma extensão de cinco anos no valor de 57,5 milhões de dólares. No entanto, Deng decidiu rejeitar o acordo e esperar até o final da temporada para continuar as negociações.
Na temporada de 2007-08, Luol jogou em 63 jogos, perdendo 19 principalmente por causa de uma tendinite no tendão de Aquiles esquerdo. Apesar das lesões, Deng teve médias de 17.0 pontos, 6.3 rebotes, 2.5 assistências, 0.9 roubos de bolas e 0.5 bloqueios. Os Bulls perderam os playoffs na temporada de 2007-08 pela primeira vez desde 2004.

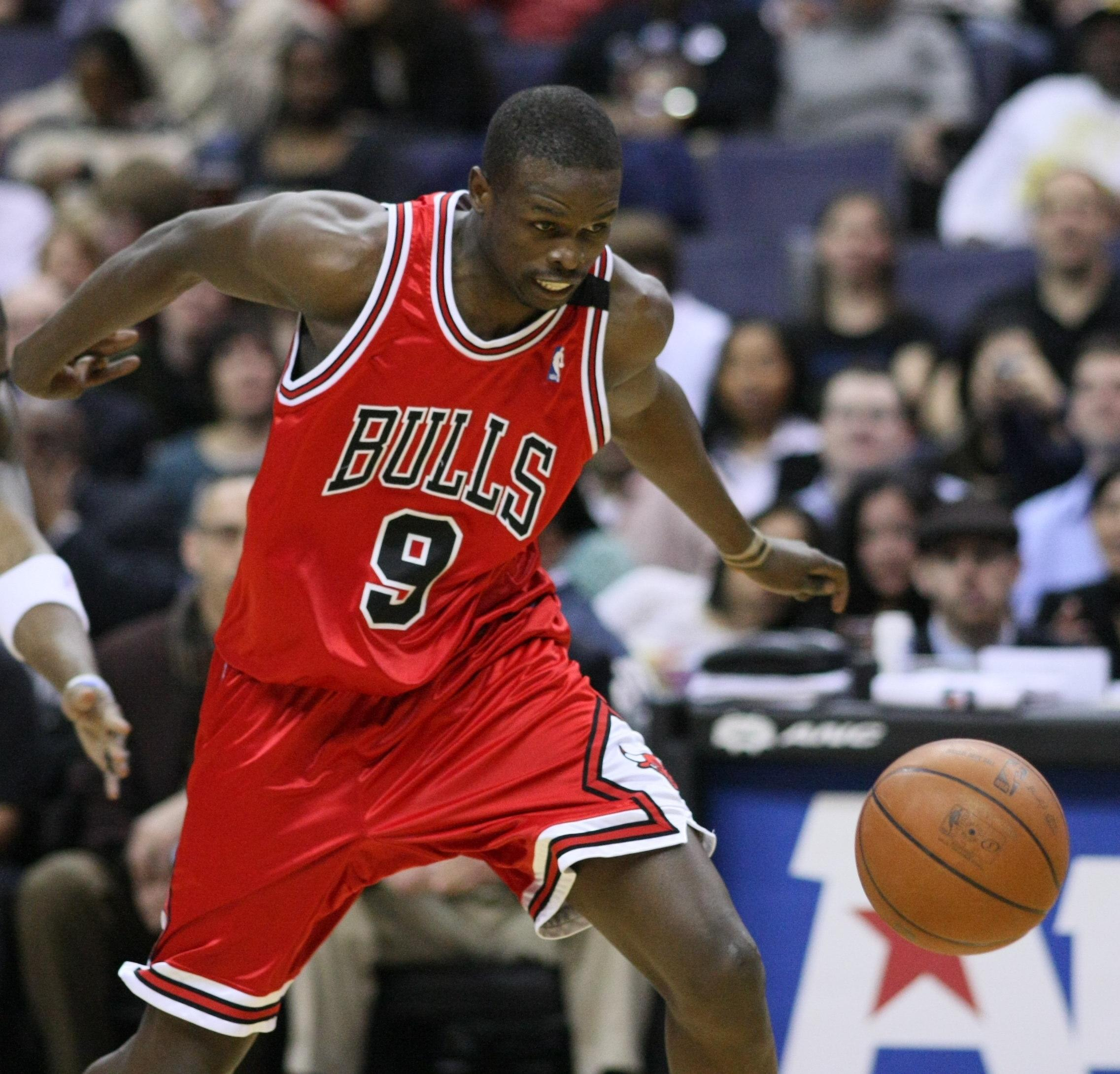
Deng com Chicago em 2009

#### Temporada de 2008-09
Antes do início da temporada, Deng concordou em prorrogar o contrato por seis anos e US $ 71 milhões. O acordo foi anunciado pelo gerente geral dos Bulls, John Paxson. Paxson disse em um comunicado: "A assinatura de Luol sempre foi uma prioridade para esta organização e sempre sentimos que ele era uma grande parte do nosso futuro. Estamos muito felizes que Luol esteja conosco a longo prazo, enquanto continuamos a crescer à medida que crescemos como organização."
Devido as lesões, Deng jogou apenas em 48 jogos e teve médias de 14.1 pontos, 6.0 rebotes, 1.9 assistências, 1.2 roubos de bolas e 0.5 bloqueios. Os Bulls foram para os playoffs, mas Luol perdeu os playoffs inteiros devido as lesões.

#### Temporada de 2009-10
Deng jogou um total de 70 jogos durante a temporada de 2009-10 tendo médias de 17.6 pontos, 7.3 rebotes, 2.0 assistências, 0.9 roubos de bolas e 0.9 bloqueios.
Ele ajudou os Bulls a voltar aos playoffs. Durante a primeira rodada dos playoffs, Deng teve uma média de 18,8 pontos e 5,0 rebotes contra o Cleveland Cavaliers. Ele marcou 26 pontos no jogo final, mas não conseguiu impedir que os Bulls fossem eliminados pelos Cavs.

#### Temporada de 2010-11
Em 1 de novembro de 2010, Deng marcou 40 pontos contra o Portland Trail Blazers, marcando um ponto por minuto. Ao longo da temporada, Deng melhorou significativamente seus arremessos de 3 pontos, depois que o técnico Tom Thibodeau o pediu. Nas últimas quatro temporadas, Deng tentou 132 arremessos de 3 pontos, enquanto nesta temporada tentou 333, acertando 115.
Deng terminou a temporada de 17.4 pontos, 5.8 rebotes, 2.8 assistências, 1.0 roubos de bolas e 0.6 bloqueios. Durante a primeira rodada dos playoffs contra o Indiana Pacers, Deng teve médias de 18,6 pontos e 6,2 rebotes, sendo o segundo maior artilheiro da equipe atrás de Derrick Rose.
Em 31 de março de 2011, Eric Bressman, da revista Dime, chamou Deng de "o jogador mais subestimado", escrevendo que ele "nunca foi o rosto da franquia, mas sempre a espinha dorsal". O treinador Thibodeau sempre chamou Deng de "a cola que mantém os Bulls unidos."
No primeiro jogo das finais da Conferência Leste contra o Miami Heat, Deng foi elogiado por sua marcação em LeBron James. No entanto, o Miami Heat eliminou os Bulls em cinco jogos. Deng teve uma média de 43 minutos, 16,9 pontos, 6,6 rebotes e 2,7 assistências por jogo durante os playoffs.

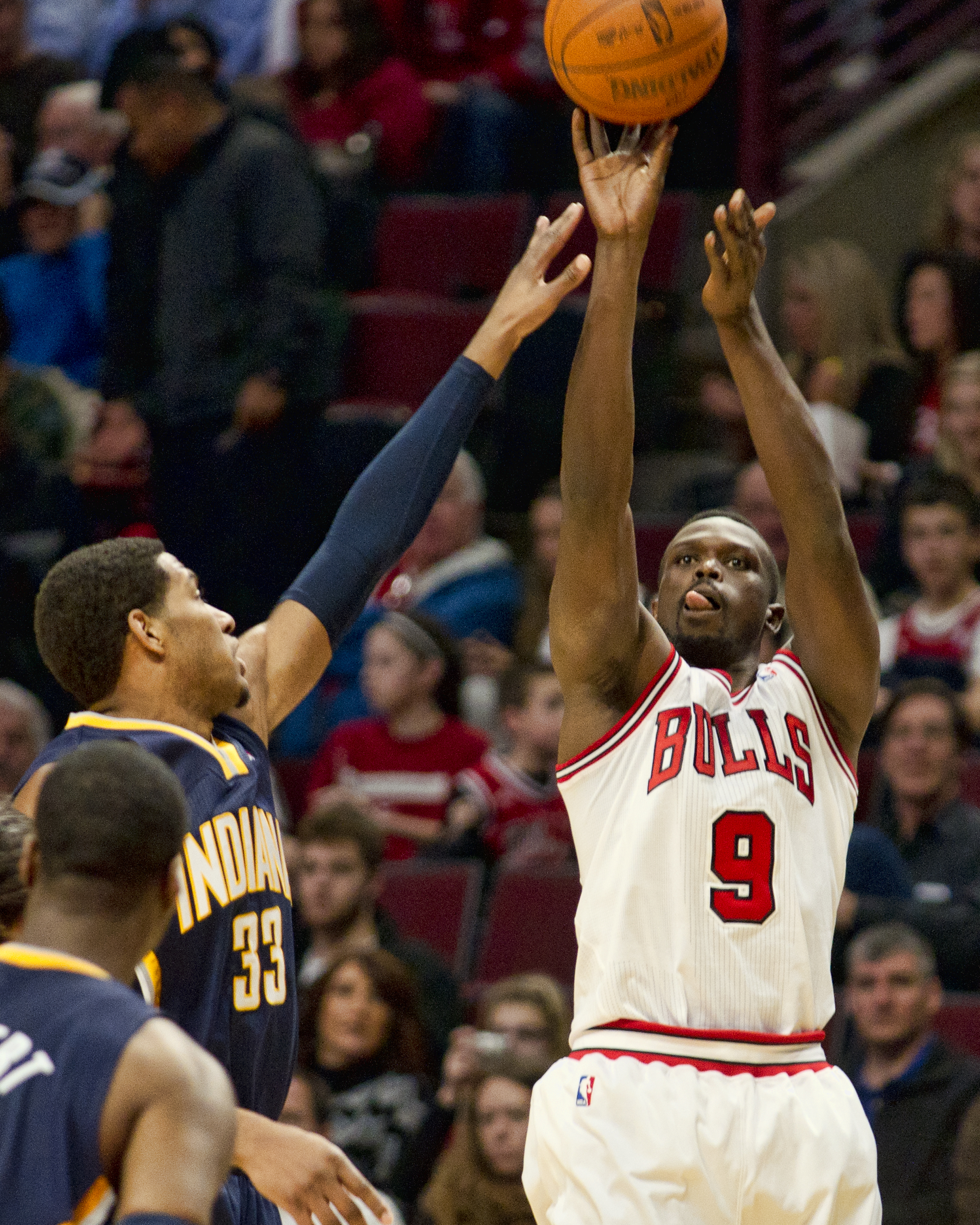
Deng arremessando em um jogo com os Bulls

#### Temporada de 2011-12: All-Star
Deng machucou o pulso durante o quarto quarto contra o Charlotte Bobcats em 21 de janeiro de 2012. Inicialmente considerado uma lesão leve, mais tarde foi revelado por uma ressonância magnética que Deng rasgou um ligamento no pulso esquerdo. Deng decidiu adiar a cirurgia e jogar o resto da temporada com dor. Ele voltou à equipe titular contra o Milwaukee Bucks em 4 de fevereiro de 2012, registrando 21 pontos, 9 rebotes, 1 roubada de bola e 1 bloqueio.
Em 9 de fevereiro de 2012, Deng foi selecionado como reserva do All-Star Game da NBA de 2012, juntando-se ao companheiro de equipe Derrick Rose, que foi votado como titular. Foi a primeira vez desde 1997 (quando Michael Jordan e Scottie Pippen formaram a equipe) que o Chicago Bulls teve dois jogadores no All-Star Game.
Nessa temporada, Deng teve médias de 17.4 pontos, 5.8 rebotes, 2.8 assistências, 1.0 roubos de bolas e 0.6 bloqueios e foi selecionado para o Segundo Time Defensivo da NBA.

#### Temporada de 2012–13: Segundo All-Star
Deng foi selecionado como reserva do All-Star Game de 2013. Durante a temporada de 2012–13, ele obteve uma média de 16.5 pontos, 6.3 rebotes, 3.0 assistências, 1.1 roubos de bolas e 0.4 bloqueios. Mesmo sem Derrick Rose, que ficou fora o ano inteiro devido a uma lesão no Ligamento Cruzado Anterior, os Bulls ainda alcançou um recorde de 45-37, terminando em 5º na Conferência Leste e 2º na Divisão Central.
Os Bulls derrotou o Brooklyn Nets na primeira rodada e perdeu para o Miami Heat na rodada seguinte. Durante os playoffs de 2013, Deng teve uma média de 13,8 pontos, 7,6 rebotes e 3,8 assistências em 44,8 minutos por jogo.

#### Temporada de 2013-14
Os representantes de Deng e os executivos do Chicago Bulls tiveram conversas informais sobre uma extensão de seu contrato durante o verão, mas a equipe nunca fez uma oferta formal. Deng, que se tornaria um agente livre após a temporada de 2013-14, estava buscando um contrato próximo a US $ 12 milhões durante 4-5 temporadas. Os rumores sobre ele ser negociado continuaram durante toda a temporada.
Durante os primeiros meses da temporada, Deng voltou a ser o artilheiro do Bulls com a ausência de Derrick Rose. Ele teve suas melhores atuações em 27 e 30 de novembro, quando marcou 27 pontos contra o Detroit Pistons e o Cleveland Cavaliers. Durante os dois primeiros meses da temporada, Deng obteve uma média de 19 pontos, 3,7 assistências e 6,9 rebotes por jogo.

### Cleveland Cavaliers (2014)
Em 7 de janeiro de 2014, o Chicago Bulls trocou Deng para o Cleveland Cavaliers em troca de Andrew Bynum e algumas escolhas de Draft. No momento da negociação, Deng era o quinto com maior número de jogos e o quarto maior artilheiro da história dos Bulls.
Em sua estreia nos Cavaliers, Deng fez 10 pontos, 1 rebote, 1 roubo e 4 turnovers em 21 minutos. Dois jogos depois, ele registrou 27 pontos, 5 rebotes, 4 assistências e 1 bloqueio.
Deng terminou a temporada com médias de 16.0 pontos, 5.7 rebotes, 2.9 assistências, 1.0 roubos de bolas e 0.1 bloqueios.

### Miami Heat (2014–2016)
Em 15 de julho de 2014, Deng assinou com o Miami Heat. Ele teve seu melhor jogo da temporada de 2014-15 em 20 de janeiro, quando marcou 29 pontos contra o Philadelphia 76ers. Deng terminou a temporada com médias de 14.0 pontos, 5.2 rebotes, 1.9 assistências, 0.9 roubos de bolas e 0.3 bloqueios.
No final de novembro e início de dezembro de 2015, Deng perdeu seis jogos com uma lesão no tendão esquerdo. O Heat terminou a temporada de 2015-16 como a terceira melhor campanha na Conferência Leste com um recorde de 48-34. Ele terminou a temporada com médias de 12.3 pontos, 6.0 rebotes, 1.9 assistências, 1.0 roubos de bolas e 0.4 bloqueios.

### Los Angeles Lakers (2016–2018)
Em 7 de julho de 2016, Deng assinou um contrato de quatro anos no valor de US $ 72 milhões com o Los Angeles Lakers. Efetivamente, Deng jogou seus últimos minutos significativos como um jogador dos Lakers. Ele perdeu os 22 jogos finais da temporada para dar mais tempo de jogo aos jovens do time. Ele terminou a temporada com médias de 7.6 pontos, 5.3 rebotes, 1.3 assistências, 0.9 roubos de bolas e 0.4 bloqueios.
Na noite de abertura da temporada de 2017-18, Deng foi titular no lugar de um suspenso Kentavious Caldwell-Pope; esse foi o único jogo que ele jogou a temporada inteira. Ele e Walton decidiram mutuamente que era melhor ser dispensado. Em 1 de setembro de 2018, ele foi dispensado pelos Lakers após chegar a um acordo.

### Minnesota Timberwolves (2018–2019)
Em 10 de setembro de 2018, Deng assinou contrato com o Minnesota Timberwolves, reunindo-o com Derrick Rose, Jimmy Butler, Taj Gibson e Tom Thibodeau. Em 11 de fevereiro de 2019, Deng foi titular no lugar de Andrew Wiggins e marcou 12 pontos em 37 minutos contra o Los Angeles Clippers. Foi o primeiro jogo de Deng desde 19 de outubro de 2017, seu único jogo pelos Lakers durante a temporada de 2017-18.
Nessa temporada, ele teve médias de 7.1 pontos, 3.3 rebotes, 0.8 assistências, 0.7 roubos de bolas e 0.4 bloqueios.

## Cidadania e carreira na seleção
Desde seu nascimento no Sudão do Sul, Deng viveu no Egito, no Reino Unido e nos Estados Unidos. Deng representou a Inglaterra no Sub-16 e no Sub-19 e foi embaixador dos Jogos Olímpicos de Londres em 2012.
Em outubro de 2006, Deng se tornou um cidadão britânico naturalizado em uma cerimônia em Croydon e foi convocado para disputar competições pela equipe da Grã-Bretanha. Ele estreou contra a Geórgia em Pau, França, em 9 de agosto de 2007, marcando 19 pontos. Em seu primeiro jogo de qualificação competitiva representando a Grã-Bretanha, Deng conseguiu 21 pontos, 10 rebotes, 2 assistências, 3 roubadas de bola e 2 bloqueios contra a Eslováquia em 21 de agosto de 2007.
Ele jogou nos Jogos Olímpicos de Verão de 2012 e teve médias de 15,8 pontos, 6,6 rebotes e 4,6 assistências. No entanto, a Grã-Bretanha terminou com um recorde de 1-4.

## Vida pessoal
Deng está envolvido com várias instituições de caridade como a School Home Support do Reino Unido. Ele foi destacado por seu trabalho em nome dos Garotos Perdidos do Sudão e de outros refugiados.
Durante os verões de 2006 e 2007, Luol foi para a África, Ásia e Europa com a NBA em sua turnê Basquete sem Fronteiras. Ele também é porta-voz do Programa Mundial de Alimentos. "Ele realmente resume tudo o que eu esperava como pessoa e jogador de basquete", disse o gerente geral, John Paxson. "Acho que é uma das razões pelas quais chegamos ao nível em que estamos neste ano. Estou realmente orgulhoso dele".
Ele se considera um fã do Arsenal.
Deng é a capa dos videogames NBA Live 09 e NBA Live 10 no Reino Unido.
O primo de Deng, Peter Jok, também joga basquete profissional.
Deng investe em imóveis quase desde que ingressou na liga em 2004 e acumulou um portfólio impressionante - hotéis, resorts, condomínios e apartamentos - no valor de US $ 125 milhões.

## Estatísticas

### NBA

#### Temporada regular
| Ano      | Time      | PJ  | MPJ  | AP   | 3P   | LL    | RT  | AS  | BR  | TO | PPJ  |
| -------- | --------- | --- | ---- | ---- | ---- | ----- | --- | --- | --- | -- | ---- |
| 2004–05  | Chicago   | 61  | 27.3 | .434 | .265 | .741  | 5.3 | 2.2 | .8  | .4 | 11.7 |
| 2005–06  | Chicago   | 78  | 33.4 | .463 | .269 | .750  | 6.6 | 1.9 | .9  | .6 | 14.3 |
| 2006–07  | Chicago   | 82  | 37.5 | .517 | .143 | .777  | 7.1 | 2.5 | 1.2 | .6 | 18.8 |
| 2007–08  | Chicago   | 63  | 33.8 | .479 | .364 | .770  | 6.3 | 2.5 | .9  | .5 | 17.0 |
| 2008–09  | Chicago   | 49  | 34.0 | .448 | .400 | .796  | 6.0 | 1.9 | 1.2 | .5 | 14.1 |
| 2009–10  | Chicago   | 70  | 37.9 | .466 | .386 | .764  | 7.3 | 2.0 | .9  | .9 | 17.6 |
| 2010–11  | Chicago   | 82  | 39.1 | .460 | .345 | .750  | 5.8 | 2.8 | 1.0 | .6 | 17.4 |
| 2011–12  | Chicago   | 54  | 39.2 | .412 | .367 | .770  | 6.5 | 2.9 | 1.0 | .7 | 15.3 |
| 2012–13  | Chicago   | 75  | 38.7 | .426 | .322 | .816  | 6.3 | 3.0 | 1.1 | .4 | 16.5 |
| 2013–14  | Chicago   | 23  | 37.4 | .452 | .274 | .815  | 6.9 | 3.7 | 1.0 | .2 | 19.0 |
| 2013–14  | Cleveland | 40  | 33.8 | .417 | .315 | .771  | 5.1 | 2.5 | 1.0 | .1 | 14.3 |
| 2014–15  | Miami     | 72  | 33.6 | .469 | .355 | .761  | 5.2 | 1.9 | .9  | .3 | 14.0 |
| 2015–16  | Miami     | 74  | 32.4 | .455 | .344 | .755  | 6.0 | 1.9 | 1.0 | .4 | 12.3 |
| 2016–17  | Lakers    | 56  | 26.5 | .387 | .309 | .730  | 5.3 | 1.3 | .9  | .4 | 7.6  |
| 2017–18  | Lakers    | 1   | 13.0 | .500 | –    | –     | .0  | 1.0 | 1.0 | .0 | 2.0  |
| 2018–19  | Minnesota | 22  | 17.8 | .500 | .318 | .714  | 3.3 | .8  | .7  | .4 | 7.1  |
| All-Star | All-Star  | 2   | 11.5 | .333 | .200 | 1.000 | 1.0 | 1.0 | .0  | .0 | 5.0  |
| Carreira | Carreira  | 902 | 34.3 | .456 | .332 | .769  | 6.1 | 2.3 | 1.0 | .5 | 14.8 |

#### Playoffs
| Ano      | Time     | PJ | MPJ  | AP   | 3P   | LL   | RT  | AS  | BR  | TO  | PPJ  |
| -------- | -------- | -- | ---- | ---- | ---- | ---- | --- | --- | --- | --- | ---- |
| 2006     | Chicago  | 6  | 30.0 | .429 | .200 | .571 | 4.8 | .5  | .8  | .7  | 10.2 |
| 2007     | Chicago  | 10 | 41.0 | .524 | .000 | .807 | 8.7 | 2.4 | 1.0 | .7  | 22.2 |
| 2010     | Chicago  | 5  | 40.6 | .463 | .083 | .731 | 5.0 | 1.4 | 1.2 | .8  | 18.8 |
| 2011     | Chicago  | 16 | 42.9 | .426 | .324 | .839 | 6.6 | 2.7 | 1.5 | .6  | 16.9 |
| 2012     | Chicago  | 6  | 38.0 | .456 | .364 | .571 | 8.3 | 1.5 | .8  | 1.5 | 14.0 |
| 2013     | Chicago  | 5  | 44.8 | .381 | .056 | .400 | 7.6 | 3.8 | 1.0 | .6  | 13.8 |
| 2016     | Miami    | 14 | 35.4 | .471 | .421 | .842 | 5.9 | 1.6 | .9  | .6  | 13.3 |
| Carreira | Carreira | 62 | 39.1 | .455 | .311 | .765 | 7.0 | 6.7 | 1.1 | .7  | 15.9 |

### Universitário
| Ano     | Time | PJ | MPJ  | AP   | 3P   | LL   | RT  | AS  | BR  | TO  | PPJ  |
| ------- | ---- | -- | ---- | ---- | ---- | ---- | --- | --- | --- | --- | ---- |
| 2003–04 | Duke | 37 | 31.1 | .476 | .360 | .710 | 6.9 | 1.8 | 1.3 | 1.1 | 15.1 |

Fonte: